# 清末陣屋
清末陣屋（きよすえじんや）は長門国豊浦郡清末村（現・山口県下関市清末陣屋）にあった清末藩（毛利氏、長州藩の孫藩）の陣屋である。

## 概要
長府藩（長州藩の支藩）の毛利綱元は承応2年(1653年)、毛利秀元の遺言により秀元の二男毛利元知を一万石で分地し、元知が万治2年(1659年)に築いた陣屋。
廃藩置県により、明治6年（1873年）に土地と建造物が競売で売り払われた。戦時中には軍に接収されていたが戦後に学校用地として下関市に払い下げられ、昭和22年（1947年）には跡地に市立東部中学校が開校された。

## 構造
縄張りは、北と西が段差のある崖となっており、南側にある池を堀代わりとしていて、御殿山の自然の地形を巧みに利用した造りになっている。中心は藩庁の館（やかた）で、その付近に家老や御殿医などの屋敷が築かれた。

## 考古資料

### 遺構
陣屋は、御殿山と言われている小高い丘の上にあり、下関市立東部中学校の敷地として利用されている。
- 「清末藩邸跡」石碑
- 水堀

### 周辺施設・関連資料ほか
- 六角池 - 清水が無限に湧く石井の池は、六角池と呼ばれていた。清末の「清」の語源ともされる[4]。
- 内藤家屋敷門 - 筆頭家老の内藤氏の門。下関市の有形文化財指定[2]（清末内藤家表門付練塀及び門前石段）。
- 橋本家長屋門 - 藩邸の第一裏門だったと伝わる。現在地の千房に移築された。鬼瓦をはじめ本体はそのままで、数少ない旧藩邸の遺物[5]。
- 阿内八幡宮 - 陣屋門が移築されている[2]。
- 高林寺 - 清末藩の菩提寺。歴代藩主の墓所[6]。

## アクセス
- JR山陽本線・小月駅から徒歩15分